# Deane C. Davis
Deane Chandler Davis, född 7 november 1900 i Washington County, Vermont, död 8 december 1990 i Montpelier, Vermont, var en amerikansk republikansk politiker, jurist och affärsman. Han var den 74:e guvernören i delstaten Vermont 1969–1973.
Davis avlade 1922 juristexamen vid Boston University. Han arbetade sedan som advokat, åklagare och domare. Han var därefter verksam inom försäkringsbranschen. Han var verkställande direktör för National Life Insurance Company of Montpelier 1966–1967.
Davis gifte sig 1924 med Corinne Eastman och äktenskapet varade till hustruns död år 1951. Davis gifte om sig 1952 med Marjorie Smith Conzelman.
Davis efterträdde 1969 Philip H. Hoff som guvernör i Vermont. Han efterträddes 1973 av Thomas P. Salmon.
Davis var frimurare. Hans grav finns på Elmwood Cemetery i Barre.